# Rolf Löckmann
Rolf Löckmann (* 10. November 1942 in Wuppertal-Wichlinghausen) ist ein deutscher Fotograf und Denkmalschützer.

## Leben
Rolf Löckmann studierte Elektrotechnik an der Ingenieurschule Wuppertal und Industrie-Formgebung an der Folkwang-Schule in Essen. Von 1972 bis 1977 arbeitete er als Leiter des Ausbildungszentrums für Fotografie an der Stadtbildstelle Wuppertal. 1978 bis 1979 war er Lehrbeauftragter im Fachbereich Design an der Bergischen Gesamthochschule in Wuppertal, daneben wirkte er von 1976 bis 1982 als Theaterfotograf an den Wuppertaler Bühnen.
1977 wurde ihm für sein fotografisches Werk der Förderpreis des Von der Heydt-Kulturpreis verliehen. Weitere Auszeichnungen für seine Publikationen folgten. Bekannt wurde er insbesondere für seine dokumentarischen Aufnahmen von verfallenen Häuser und gefährdeten Baudenkmälern in Berlin und Wuppertal, seit 1974 ist er an zahlreichen Einzel- und Gruppenausstellungen im In- und Ausland beteiligt.
Sein Interesse für historische Gebäude beschränkt sich nicht nur auf ihre detaillierte fotografische Dokumentation. So organisierte er die Translozierung von bislang sieben historischen Wuppertaler Wohnhäusern, für die er 2006 mit dem Michael-Metschies-Preis ausgezeichnet wurde. Er ist neben der Fotografie auch im gestalterischen Bereich aktiv. So gestaltete er zum Beispiel eine Figur der Pinguinale.
Rolf Löckmann lebt und arbeitet in Wuppertal-Küllenhahn.

## Auszeichnungen
- 1977: Förderpreis des Von der Heydt-Kulturpreis der Stadt Wuppertal
- 2006: Michael-Metschies-Preis

## Publikationen (Auswahl)
- Gesichter einer Stadt. Born-Verlag, Wuppertal 1982, ISBN 3-87093-003-9 (Fotoband zu Wuppertal).
- Die Schwebebahn. Verlag Fr. Staats, Wuppertal 1984. Ausgezeichnet als eines der Schönsten deutschen Bücher 1984.
- mit Michael Metschies: Gefährdet – gerettet – verloren, Schicksale Wuppertaler Bauten. Born-Verlag, Wuppertal 1982, ISBN 3-87093-031-4.
- mit Susanne Bossy: Lebendiges Wuppertal. Born-Verlag, Wuppertal 1987, ISBN 3-87093-050-0.
- Wuppertal. Born-Verlag, Wuppertal 1991, ISBN 3-87093-055-1.